# Kastanjewinterkoning
De kastanjewinterkoning (Cantorchilus nigricapillus; synoniem: Thryothorus nigricapillus) is een zangvogel uit de familie Troglodytidae (winterkoningen).

## Verspreiding en leefgebied
Deze soort telt 7 ondersoorten:
- C. n. costaricensis: van zuidoostelijk Nicaragua tot westelijk Panama.
- C. n. castaneus: centraal Panama.
- C. n. odicus: Escudo de Veraguas (nabij noordwestelijk Panama).
- C. n. reditus: noordoostelijk Panama.
- C. n. schottii: Darién (oostelijk Panama) en noordwestelijk Colombia.
- C. n. connectens: zuidwestelijk Colombia.
- C. n. nigricapillus: westelijk Ecuador.